# Jaime Blanch
Jaime Blanch (Madrid, 9 de setembre de 1940) és un actor espanyol. El seu gran èxit a televisió, es produí amb el personatge de Salvador Martí a El ministerio del tiempo.

## Biografia
Jaime Blanch és fill dels també actors José Blanch i Concha Montijano i nebot de Montserrat i Modest Blanch. Des de nen va seguir la tradició familiar i va aparèixer amb tan sols tretze anys a la pantalla gran a la pel·lícula La guerra de Déu (1953), encara que va tenir el seu primer gran èxit amb Jeromín, rodada el mateix any 1953. Encara que en més de mig segle de carrera artística ha treballat regularment al cinema, la televisió i el teatre, ha estat aquest últim mitjà el que ha consolidat el seu prestigi. Ha protagonitzat, entre altres obres, Oblida els tambors (1970), Adéu, senyoreta Ruth (1972), Herminia (1979), Petra Regalada (1981), La dama follet (1990), Perduts en Yonkers (1992), Amor, coratge i compassió (1995), Un marit ideal (1996), El botí (1997), Descalços pel parc (2001) i La ratera (2005).
En l'estiu de 1980 es va separar de María José Moreno, amb la qual va tenir dos fills, nascuts en 1967 i 1971. Està casat amb l'actriu Marta Puig.

## Filmografia

### Cinema
- Dos tipos duros (2003), de Juan Martínez Moreno
- Torremolinos 73 (2003), de Pablo Berger
- Casa Fouce (2002), d'Álvaro González (curtmetratge)
- El día de la bestia (1995), de Álex de la Iglesia
- Acción mutante (1993), d'Álex de la Iglesia
- La familia, bien, gracias (1979), de Pedro Masó
- Araña y cierra España (1976), d'Antonio del Real
- Olvida los tambores (1975), de Rafael Gil
- Winchester, uno entre mil (1968), de Primo Zeglio
- Historia de la frivolidad (1967), de Narciso Ibáñez Serrador
- Las últimas horas... (1966), de Santos Alcocer
- La vida nueva de Pedrito de Andía (1965), de Rafael Gil
- La familia y uno más (1965), de Fernando Palacios
- Como dos gotas de agua (1964), de Luis César Amadori
- La gran familia (1962), de Fernando Palacios
- De la piel del diablo (1962), d'Alejandro Perla
- Héroes de blanco (1962), d'Enrique Carreras
- Ha llegado un ángel (1961), de Lluís Lúcia
- Un marido de ida y vuelta (1957), de Lluís Lúcia
- Caballero andaluz (1954), de Lluís Lúcia
- Jeromín (1953), de Lluís Lúcia
- La guerra de Dios (1953), de Rafael Gil
- Gloria Mairena (1952), de Lluís Lúcia

### Teatre
- Un enredo casi familiar (2011), de Alan Ayckbourn.
- Aquí un amigo (2009), de Francis Veber (y dirección).
- La visita inesperada (2006), de Agatha Christie
- Descalzos por el parque (2001), de Neil Simon
- Crimen perfecto (2000), de Frederick Knott.
- La ratonera (1998-2005), de Agatha Christie.
- El botín (1997), de Joe Orton
- Un marido ideal (1996), d'Oscar Wilde
- Los Pelópidas (1996), de Jorge Llopis.
- Amor, coraje y compasión (1995), de Terence Mc Nally.
- Cristal de Bohemia (1994), Ana Diosdado.
- La alondra (1994), de Jean Anouilh.
- Perdidos en Yonkers (1991), de Neil Simon.
- La dama duende (1990), José Luis Alonso Mañés.
- El caballero de Olmedo (1990), de Lope de Vega.[2]
- La cinta dorada (1989), de María Manuela Reina.
- Los caciques (1987), de Carlos Arniches
- Materia reservada (1987), de Hugh Whitemore.
- Dobles parejas (1986), de David Wiltse
- Vamos a contar mentiras (1985), de Alfonso Paso.
- La Orestiada (1984), de Esquilo.
- ¡No corran, que es peor! (1984), de Philip King
- Medea (1983), de Eurípides.
- Don Juan Tenorio (1982), de José Zorrilla.
- La villana de Vallecas (1982), de Tirso de Molina.
- Petra Regalada (1980), d'Antonio Gala.
- Hermina (1979), de Claude Magnier.
- Burlas de amor secreto (1979), de Torres Naharro
- La venganza de Don Mendo (1978), de Pedro Muñoz Seca.
- Drácula (1978), de Hamilton Deane.
- Angelina o el honor de un brigadier (1978), de Enrique Jardiel Poncela.
- Peribáñez y el comendador de Ocaña (1976), de Lope de Vega
- Y de Cachemira, chales (1976), d'Ana Diosdado.[3]
- La mujer del cabello rojo (1976), de Sam Locke
- Ellos los prefieren un poquito locas (1975), de Harry Caine.
- El rehén (1973), de Brendan Behan.
- Adiós, señorita Ruth (1972), d'Emlym Williams.
- Knack (1972), d'Ann Jellicoe
- Aurelia o la libertad de soñar (1971), de Lorenzo López Sancho.
- Olvida los tambores (1970), Ana Diosdado.
- La madre (1970), de Hermógenes Sainz
- La Celestina (1968), de Fernando de Rojas.
- Hamlet solista (1963), de José Bergamín.
- El caballero de Olmedo (1962), de Lope de Vega.
- La cabeza del dragón (1962), Valle-Inclán.

### Televisió
- El ministerio del tiempo (2015-2020
- Amar es para siempre (2013-2014)
- Aída
  - Brokerface (20 de desembre de 2010)
- Círculo rojo (2007)
- Los simuladores
  - La residencia (7 de gener de 2007)
- Tirando a dar (2006)
- Obsesión (2005)
- ¿Se puede?  (2004)
  - 11 de setembre de 2004
- Casi perfectos
  - La visita de los suegros de Andrés (18 de març de 2004)
- El comisario
  - Última sesión (4 de febrer de 2004)
- Mis adorables vecinos
  - El papá de mi novia me quiere capar (1 de gener de 2004)
- Tres son multitud (2003)
- Un paso adelante (2002-2003)
- 7 vidas
  - Infierno de cobardes (3 d'octubre de 2001)
  - Sueñan las margaritas con ser romero (28 de novembre de 2001)
  - 5 de desembre de 2001
- Academia de baile Gloria
  - Un contrato explosivo (24 de maig de 2001)
- Ciudad Sur (2001)
- La familia... 30 años después (1999)
- Vida y sainete
  - Vivir de milagro (7 de juny de 1998)
  - Los padres del artista (21 de juny de 1998)
  - El tiro por la culata (26 de juliol de 1998)
- Turno de oficio: Diez años después
  - Cabos atados, segunda parte (26 de juny de 1996)
  - Cabos atados, primera parte (19 de juny de 1996)
- Éste es mi barrio
  - Honrarás a tu padre (1 de gener de 1996)
- Médico de familia
  - Bailes de salón (14 de novembre de 1995)
  - Mentiras verdaderas (28 de novembre de 1995)
  - Nivel 2 (5 de desembre de 1995) ergio
  - Dile a Alicia que la quieres (12 de desembre de 1995)
  - Testigo de boda (5 de març de 1996)
  - Volverte a ver (12 de març de 1996)
- Función de noche
  - Cristal de bohemia (15 de juliol de 1995)
- Compuesta y sin novio
  - Mañana será otro día (17 d'octubre de 1994)
  - La recomendada (1 de novembre de 1994)
- Canguros
  - Ellos y ella (1994)
- Primera función
  - Celos del aire (2 de març de 1989)
  - A media luz los tres (20 de juliol de 1989)
- Pedro I, el Cruel
  - 9 de gener de 1989
- Tarde de teatro
  - Vamos a contar mentiras (9 de novembre de 1986)
- La voz humana
  - Petición de mano (18 de juliol de 1986)
  - La gallina de mi vecina, más huevos pone que la mía (1 d'abril de 1987)
- Nunca es tarde (1994)
- La comedia
  - Tú y yo somos tres (25 d'octubre de 1983)
  - La señorita de Trevélez (24 de gener de 1984)
- La cometa blanca (1982-1983)
- Teatro estudio
  - El burlador de Sevilla (25 d'octubre de 1979)
- Curro Jiménez
  - La noche de la carduña (1977)
- Mujeres insólitas
  - El ángel atosigador (1 de febrer de 1977)
  - La reina loca de amor (15 de març de 1977)
- El quinto jinete
  - El aullido (29 de desembre de 1975)
- El teatro
  - El proceso de Mary Duggan (21 d'octubre de 1974)
  - Los caciques (26 d'abril de 1976) Alfredo
- Noche de teatro
  - El puente de Waterloo (20 de setembre de 1974)
- Juan y Manuela (1974)
- Ficciones
  - Owen Wingrave (20 d'octubre de 1973)
- Pequeño estudio
  - Periodista sin garra (24 de setembre de 1972)
- Juegos para maigres
  - La finca (8 de febrer de 1971)
- Teatro de siempre
  - La tejedora de sueños (30 de març de 1970)
  - Rencor (22 d'octubre de 1970)
- Hora once
  - Una cruz para Electra (15 de juny de 1969)
  - La pródiga (3 de juny de 1971)
- Habitación 508
  - La lealtad siempre paga (22 de novembre de 1966)
- ¿Cuál es tu final? (1966)
- Tengo un libro en las manos
  - Justicia que manda el rey (7 de juliol de 1966)
  - El Grial (25 d'agost de 1966)
  - Don Juan (8 de setembre de 1966)
  - El akelarre (29 de setembre de 1966)
- Estudio 1
  - La boda de la chica (23 de febrer de 1966)
  - El caballero de Olmedo (29 d'octubre de 1968)
  - Un paraguas bajo la lluvia (11 de febrer de 1969)
  - La noche del sábado (15 de gener de 1970)
  - Plaza de Oriente (10 de febrer de 1970)
  - El francés a su alcance (30 d'octubre de 1970)
  - No habrá Guerra de Troya (30 d'abril de 1971)
  - El santo de la Isidra (14 de maig de 1971)
  - Don Gil de las calzas verdes (18 de juny de 1971)
  - Puebla de las mujeres (12 de novembre de 1971)
  - Edén Término (26 de novembre de 1971)
  - Pedro y Juan (28 d'abril de 1972)
  - La muerte de un viajante (10 de novembre de 1972)
  - El caballero de Olmedo (1 de gener de 1973)
  - En la ardiente oscuridad (13 d'abril de 1973)
  - Diario íntimo de la tía Angélica (16 de novembre de 1973)
  - Los delfines (8 de març de 1974)
  - Curva peligrosa (27 d'octubre de 1975)
  - Los caciques (26 d'abril de 1976)
  - Trampa para un hombre solo (30 de maig de 1977)
  - Antígona (2 de febrer de 1978)
  - Don Gil de las calzas verdes (28 de març de 1978)
  - La casa (31 de gener de 1979)
  - La dama duende (14 de febrer de 1979)
  - Rosas de otoño (7 de març de 1979)
  - Maribel y la extraña familia (16 de març de 1980)
  - La discreta enamorada (20 de juliol de 1980)
  - La prudencia en la mujer (26 d'octubre de 1980)
  - Desde los tiempos de Adán (23 d'octubre de 1981)
  - Alesio (30 de març de 2006)
- Diego Acevedo
  - La camarilla (1 de gener de 1966)
- Novela
  - El muro de cristal (11 d'octubre de 1965)
  - La reducción (29 de març de 1966)
  - Jeromín (21 de setembre de 1971)
  - La herencia misteriosa (5 de març de 1972)
  - El hotel encantado (22 de maig de 1972)
  - Caza menor (12 de gener de 1976)
  - Pequeño teatro (7 de març de 1977)
  - Ecos de sociedad (2 de maig de 1977)
  - Pepita Jiménez (6 de novembre de 1978)